# Cal Porquer (Pardines)
Cal Porquer és un mas al poble de Pardines (Ripollès) catalogat a l'Inventari del Patrimoni Arquitectònic de Catalunya. Tipus singular de mas on la distribució de funcions (habitatge i cabana) es realitza en un mateix cos de l'edifici, a diferència d'altres masos, desenvolupat en alçada. En destaquen els arcs de pedra tosca sobre el parament de pedra, no visible a la fotografia.